# Parafia św. Stanisława w Milejczycach
Parafia pw. Świętego Stanisława Biskupa i Męczennika w Milejczycach - rzymskokatolicka parafia należąca do dekanatu siemiatyckiego, diecezji drohiczyńskiej, metropolii białostockiej. Erygowana 30 października 1529.

## Obszar parafii

### Miejscowości i ulice
W granicach parafii znajdują się miejscowości:

- Biełki,
- Borowiki,
- Bystre,
- Gołubowszczyzna,
- Grabarka,
- Gruzka,
- Klimkowicze,
- Kościukowicze,
- Lewosze,
- Miedwieżyki,
- Mikulicze,
- Milejczyce,
- Nowosiółki,
- Pokaniewo,
- Pokaniewo-Kolonia,
- Rogacze,
- Sasiny,
- Sobiatyno,
- Śnieżki,
- Zabłocie.